# Clase Tarantul
La designación soviética Proyecto 1241 Molniya (ruso: Молния, en español: 'Relámpago') son una clase de corbetas lanzamisiles rusas (grandes cúteres misilísticos en la clasificación soviética). Designación OTAN: Tarantul (no confundir con la patrullera de la clase Stenka, cuyo nombre oficial soviético es también Proyecto 205P Tarantul). Estos buques fueron diseñados para reemplazar al proyecto 205M Tsunami (OTAN: lanzamisiles clase Osa).

## Desarrollo

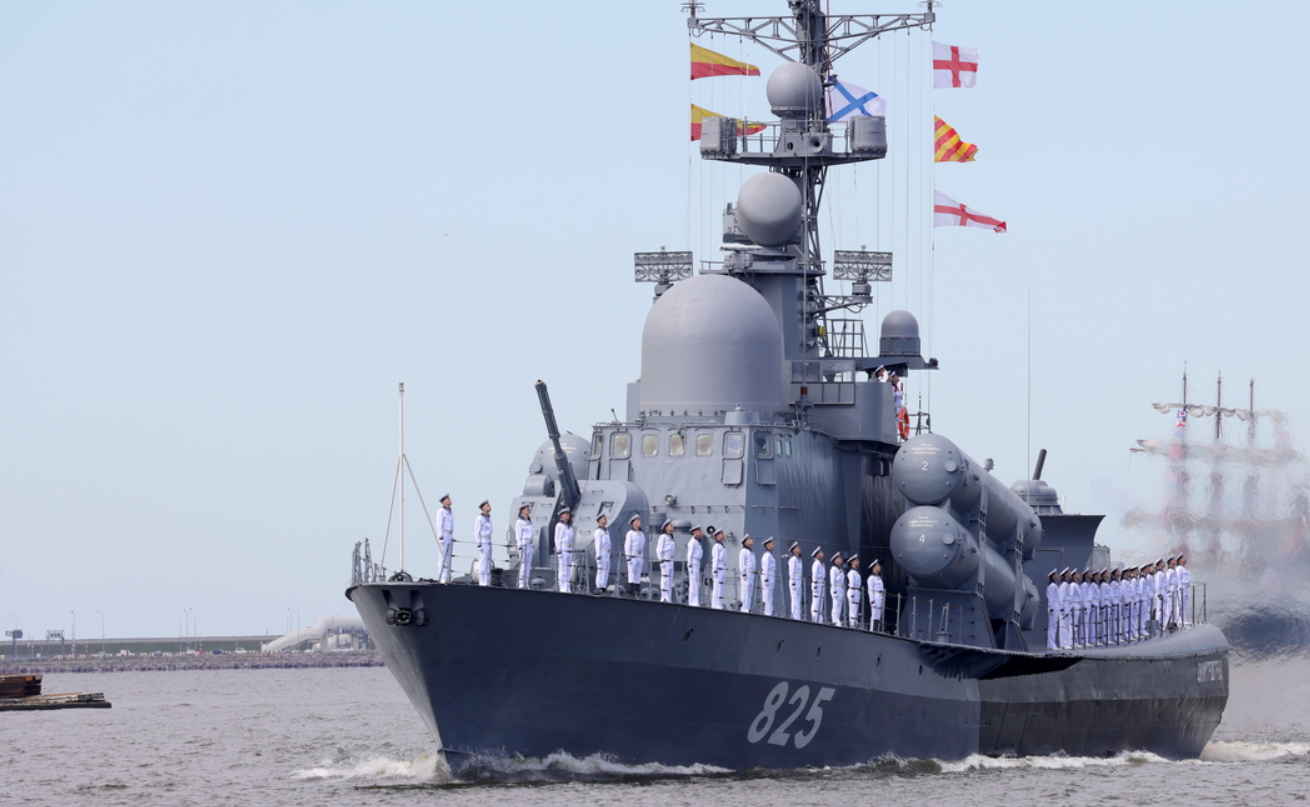
Barco lanzamisiles Dimitrovgrad durante el desfile naval del 31 de julio de 2022

A finales de la década de 1970, los soviéticos se dieron cuenta de la necesidad de una embarcación más grande, más navegable, con mejor armamento de cañones y radares de búsqueda aérea mejor posicionados. En la clase Tarantul, tanto el cañón principal de 76 mm (3,0 pulgadas) como los dos cañones tipo Gatling de 30 mm (1,2 pulgadas) se utilizan para la defensa antiaérea, junto con un completo conjunto de guerra electrónica. 
Los barcos son construidos por los astilleros Petrovsky (San Petersburgo), Rybinsk y Ulis (Vladivostok). Una versión de estos buques para la guerra antisubmarina costera y la patrulla se desarrolló como la corbeta clase Pauk o Proyecto 1241.2. La Marina india pagó aproximadamente 30 millones de dólares por la licencia de producción del Tarantul-I a principios de la década de 1990. Con más de 30 ventas en el mercado de exportación, el Tarantul ha sido un éxito relativo para la industria naval rusa.

## Versiones
- Proyecto 1241.1 (OTAN: Tarantul-II)
- Proyecto 1241.RE (OTAN: Tarantul-I)
- Proyecto 12411 (1241.1M/1241.1MR) (OTAN: Tarantul-III/Tarantul-III Mod)
- Proyecto 1242.1/1241.8 'Molniya'

## Historial operativo

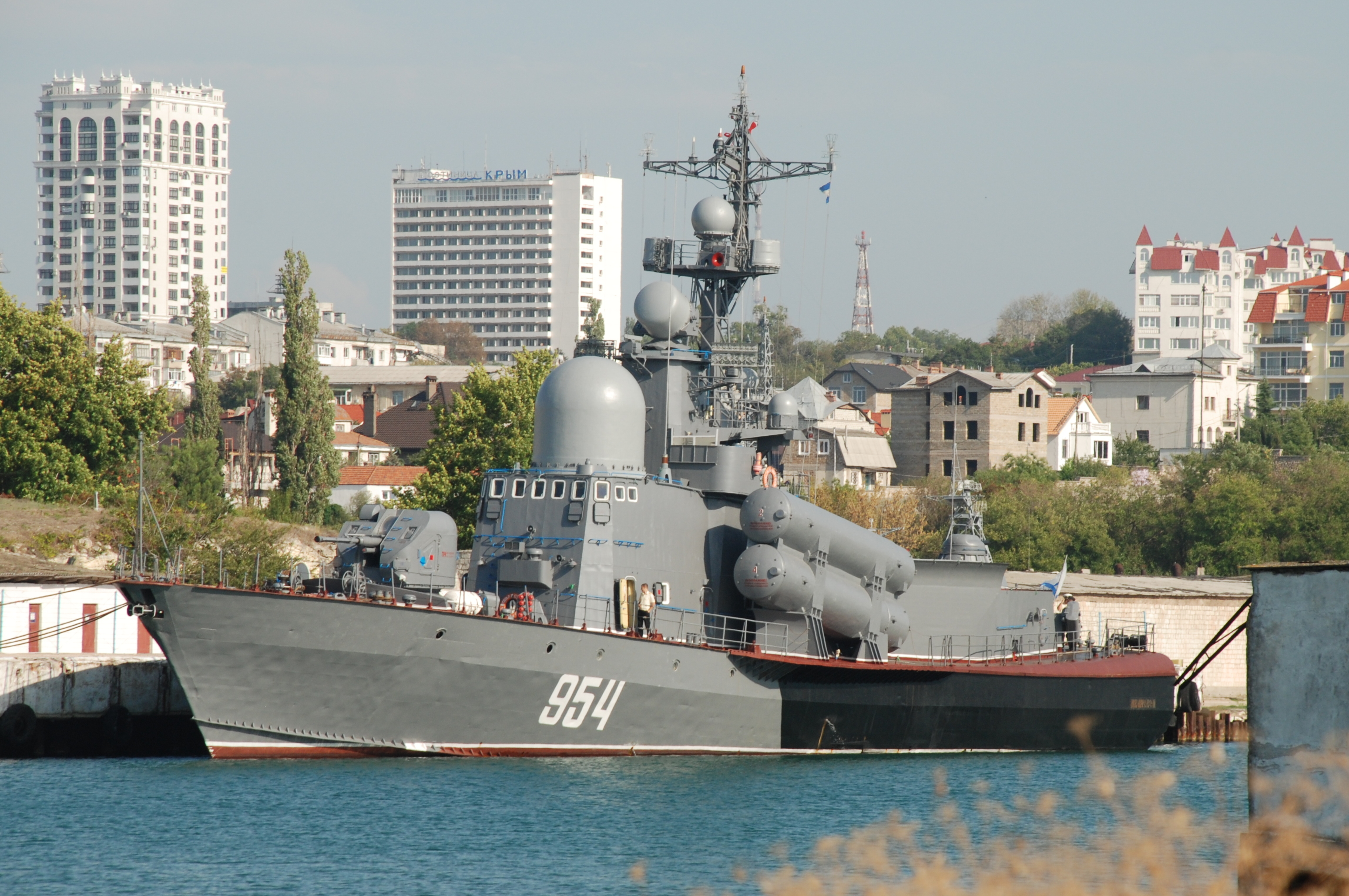
Ivanovets en Sebastopol en 2012

El 1 de febrero de 2024 el Ivanovets fue hundido por drones navales ucranianos sin tripulación MAGURA V5.

## Operadores

### Actuales
- Bulgaria

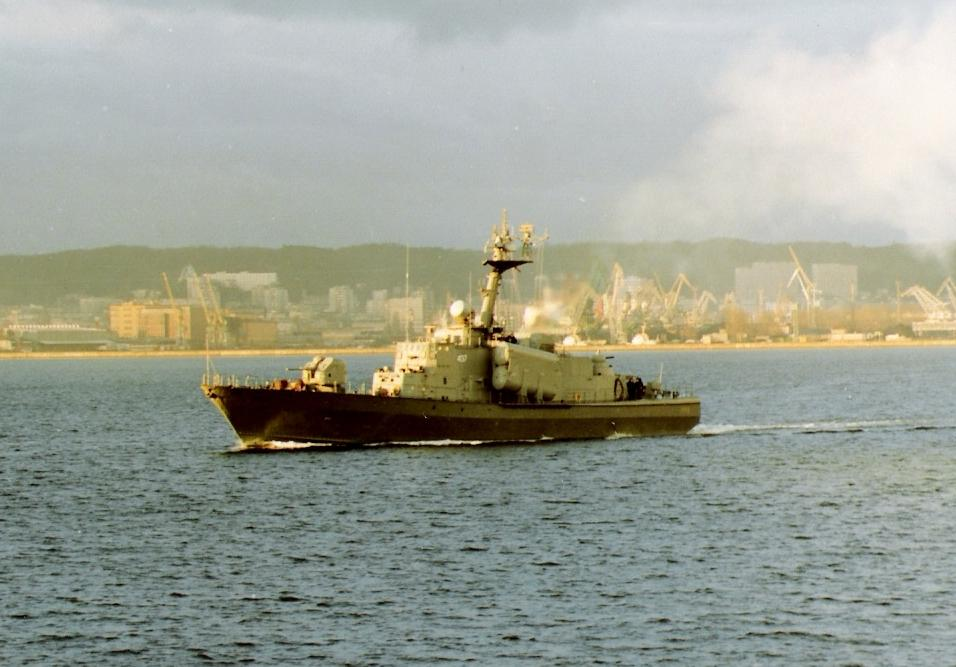
ORP Rolnik, una corbeta clase Tarantul de misiles de la Armada polaca

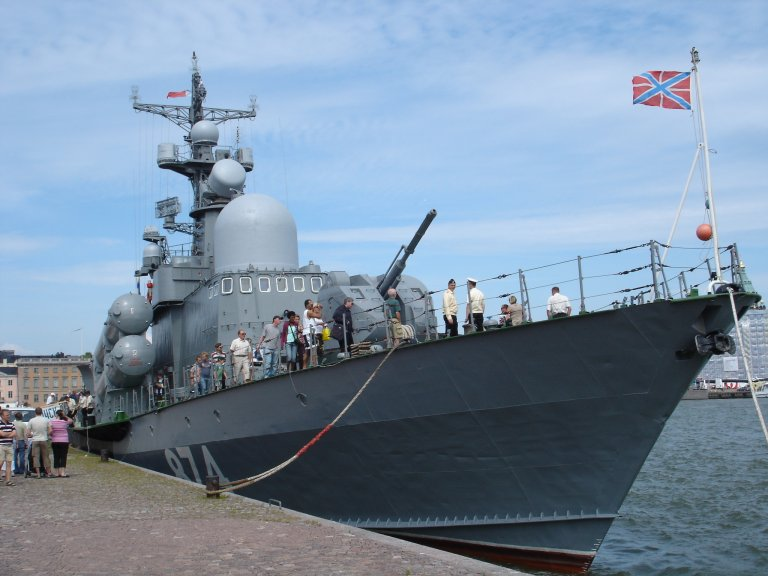
Morshansk

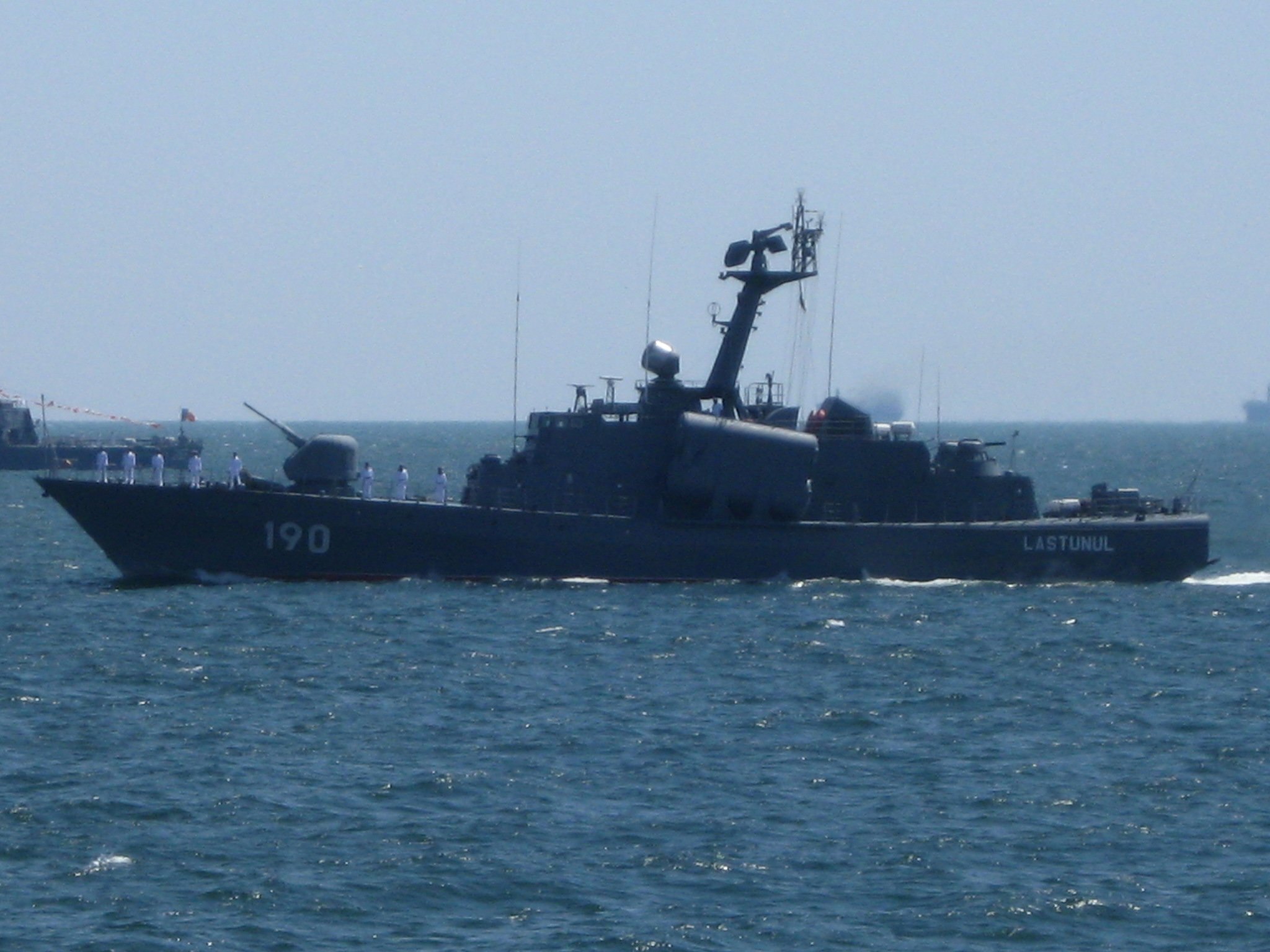
Lăstunul

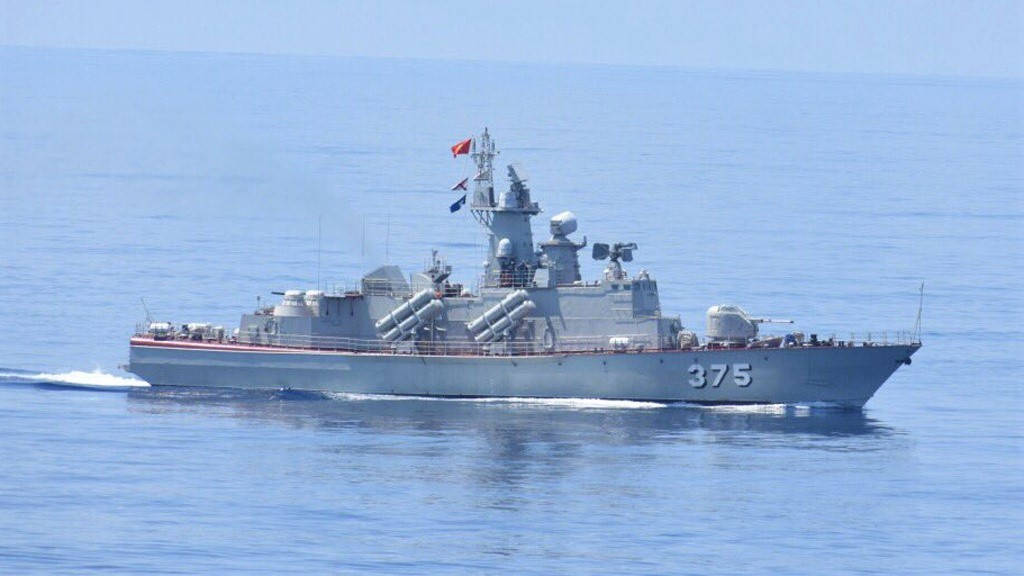
Una corbeta clase Tarantul de la Armada Popular de Vietnam.

Un barco en servicio: 101 Мълния ("Relámpago").
- Egipto

Un barco en servicio. En 2014, Egipto mostró interés en la adquisición del barco misilístico P-32 (Proyecto 12421 Molniya), pero el contrato se firmó en 2015. En julio de 2015, el barco misilístico se dirigió al mar Mediterráneo y llegó al puerto de Alejandría en el final de mes. El P-32 fue entregado a la Armada egipcia el 10 de agosto tras participar en la inauguración del Nuevo Canal de Suez.
- India

Actualmente se encuentran en servicio activo siete variantes indias construidas bajo licencia, designadas como corbetas clase Veer. El último buque en servicio construido por los soviéticos, el Nishank, fue dado de baja el 3 de junio de 2022.
- Rumania

Tres barcos, todos en servicio, puerto base Mangalia.
- - Zborul, encargado en 1990
  - Pescărușul, encargado en 1991
  - Lăstunul, encargado en 1991

- Rusia

A partir de 2022 – c. En la Armada rusa están en servicio 20 barcos del proyecto 1241.1/1241.7 y del proyecto 12411/1242.1 (10 del Pacífico, 5 del Báltico, 4 del Mar Negro, 1 del Caspio). El 1 de febrero de 2024, Ucrania publicó un vídeo que afirmaba mostrar el hundimiento del buque Ivanovets de clase Tarantul por drones navales no tripulados.
- Vietnam

12 barcos en servicio:
- - Cuatro barcos de misiles del proyecto 1241.RE Tarantul-I:

Números de casco: 371,372, 373 y 374.
- - Ocho lanchas de misiles/ lanchas de ataque rápido del proyecto 1241.8 Molniya:

Números de casco: 375, 376, 377, 378, 379, 380, 382 y 383. Seis de ellos se construyeron localmente en el Astillero Ba Son bajo licencia.
- Turkmenistán

Tres barcos adquiridos alrededor de 2011, posiblemente los tres pedidos originalmente por Libia pero no entregados.
- - 830 Ederman
  - 831 Arcadag
  - 832 Gayratli

- Nicaragua

Dos o posiblemente tres barcos ordenados en 2013. Informes de que Rusia donaría dos o posiblemente tres barcos en 2016. Pueden ser los antiguos buques de la Armada rusa Kuznetsk, Groza y Burya, o barcos capturados en Ucrania en 2014.
- Yemen

Dos barcos en servicio.

### Antiguos
- Birmania

Myanmar (antigua Birmania) operó dos corbetas clase Tarantul en su comando de superficie principal, alquiladas a Rusia, entre 1988 y 2010. Los barcos parece ser que fueron desguazados en 2011.
- Polonia

Se construyeron cuatro barcos.
- - ORP Górnik (434), fuera de servicio
  - ORP Hutnik (435), fuera de servicio
  - ORP Metalowiec (436), fuera de servicio
  - ORP Rolnik (437), fuera de servicio

- Unión Soviética

48 barcos construidos.
- Estados Unidos

Hiddensee estuvo brevemente en servicio en la Armada de los EE. UU., después de ser transferido de la Armada alemana oriental. El barco fue retirado en 1996 y se convirtió en un barco museo en Battleship Cove en Fall River, Massachusetts. Posteriormente fue desguazado en 2023 debido al deterioro de su casco.
- Ucrania

Cuatro barcos tipo 1241, todos capturados por Rusia en marzo de 2014 durante la invasión de Crimea.
- - Prydniprovia (se cree que tiene un tamaño enorme como un cuartel flotante)[6]
  - Kremenchuk (se cree que está al servicio de la Guardia Fronteriza rusa como Kuban)[6]
  - Uzhhorod (se cree que está al servicio de la Guardia Fronteriza rusa como Novorossisk)[6]
  - Khmelnytskyi (se cree que tiene un tamaño enorme como un cuartel flotante)[6]

- República Democrática Alemana

Cinco barcos construidos, todos retirados.